# ANA (歌手)
ANA（アナ、本名アナ・マリア・ロドリゲス、1974年2月22日 - 、キューバ・ハバナ生まれ）は、「アナ (Ana)」や「ミア (Mia)」といった芸名でレコーディングしたキューバ系アメリカ人の歌手である。1979年に彼女は家族とともにフロリダ州マイアミに引っ越した。1984年、10歳のときにパーク・レコードとの契約に署名した。
自身の名を冠したファースト・アルバムは1987年にリリースされ、米国ではヒットしなかったものの、日本では『シャイ・ボーイ』の邦題で発売され成功を収めた。「シャイ・ボーイ」はアルバムからの最初のシングルであった。ニュー・キッズ・オン・ザ・ブロックの音楽プロデューサーであるモーリス・スターの助けを借り、CBSレコードの子会社であるエピック/パーク・レコードから「ANA」名義で録音を行った。この作品は、彼女の2枚目のアメリカでのリリース・アルバム『ボディ・ランゲージ』となり、ほとんどの曲がスターによってプロデュースされ、ニュー・キッズ・オン・ザ・ブロックのジョーダン・ナイトとのデュエットによる「エンジェル・オブ・ラヴ」が収録されている。デビー・ギブソンは、「想い出にGOODBYE」や「Friendly」などの数曲をアルバムに提供した。
長年の活動休止の後、「Mia」の名義で再び歌手活動を再開し、2003年9月にUnivision Recordsから『Tentación』というタイトルの全曲スペイン語のアルバムをリリースした。

## ディスコグラフィ

### アルバム
- 『シャイ・ボーイ』 - Ana (1987年)[6]
- 『ボディ・ランゲージ』 - Body Language (1990年)[7]
- Tentación (2003年) ※Mía名義[8]

### シングル
- 「シャイ・ボーイ」 - "Shy Boys" (1987年) ※Billboard Hot 100で97位 (1987年7月)
- 「気になるアイツ」 - "The Boy Next Door" (1988年) ※日本盤のみ
- "Before I Jump" (1988年)
- "Got to Tell Me Something" (1990年) ※Billboard Hot 100で66位 (1990年6月)
- 「エンジェル・オブ・ラヴ」 - "Angel of Love" (1990年) ※フィーチャリング・ジョーダン・ナイト
- 「想い出にGOODBYE」 - "Everytime We Say Goodbye" (1990年)

## 参照
- キューバ人の一覧